# Pharmacis castillanus
Pharmacis castillanus is een vlinder uit de familie van de wortelboorders (Hepialidae). De wetenschappelijke naam van de soort is voor het eerst geldig gepubliceerd door Oberthur in 1883.
De soort komt voor in Europa.